# APPA-4
Der APPA-4 (russisch АППА-4) ist ein Sattelauflieger zum Personentransport, der ab den 1970er-Jahren auf diversen Flugplätzen in der Sowjetunion in Kombination mit verschiedenen Sattelzugmaschinen als Vorfeldbus eingesetzt wurde. Die Fahrzeuge wurden im Experimentalwerk Nr. 85 der zivilen Luftfahrt in Riga zwischen 1973 und 1999 in Serie produziert.

## Fahrzeuggeschichte

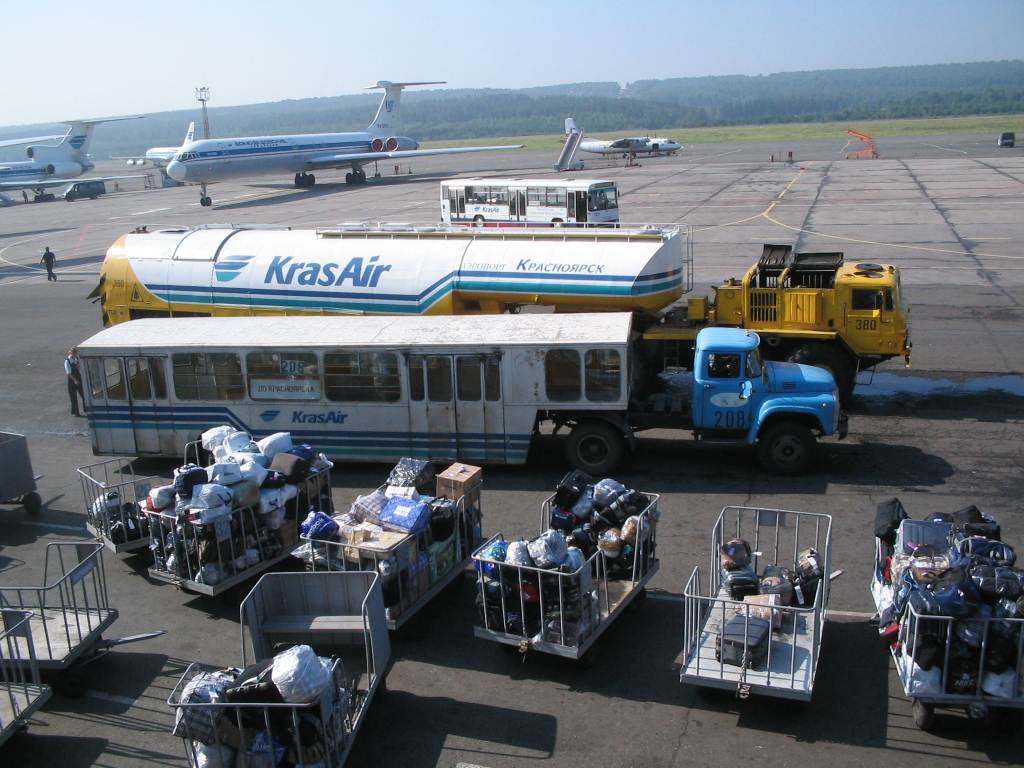
APPA-4 mit ZIL-130W1 der KrasAir am Flughafen Jemeljanowo, dahinter ein MAZ-537 mit Tanksattelauflieger (2005)

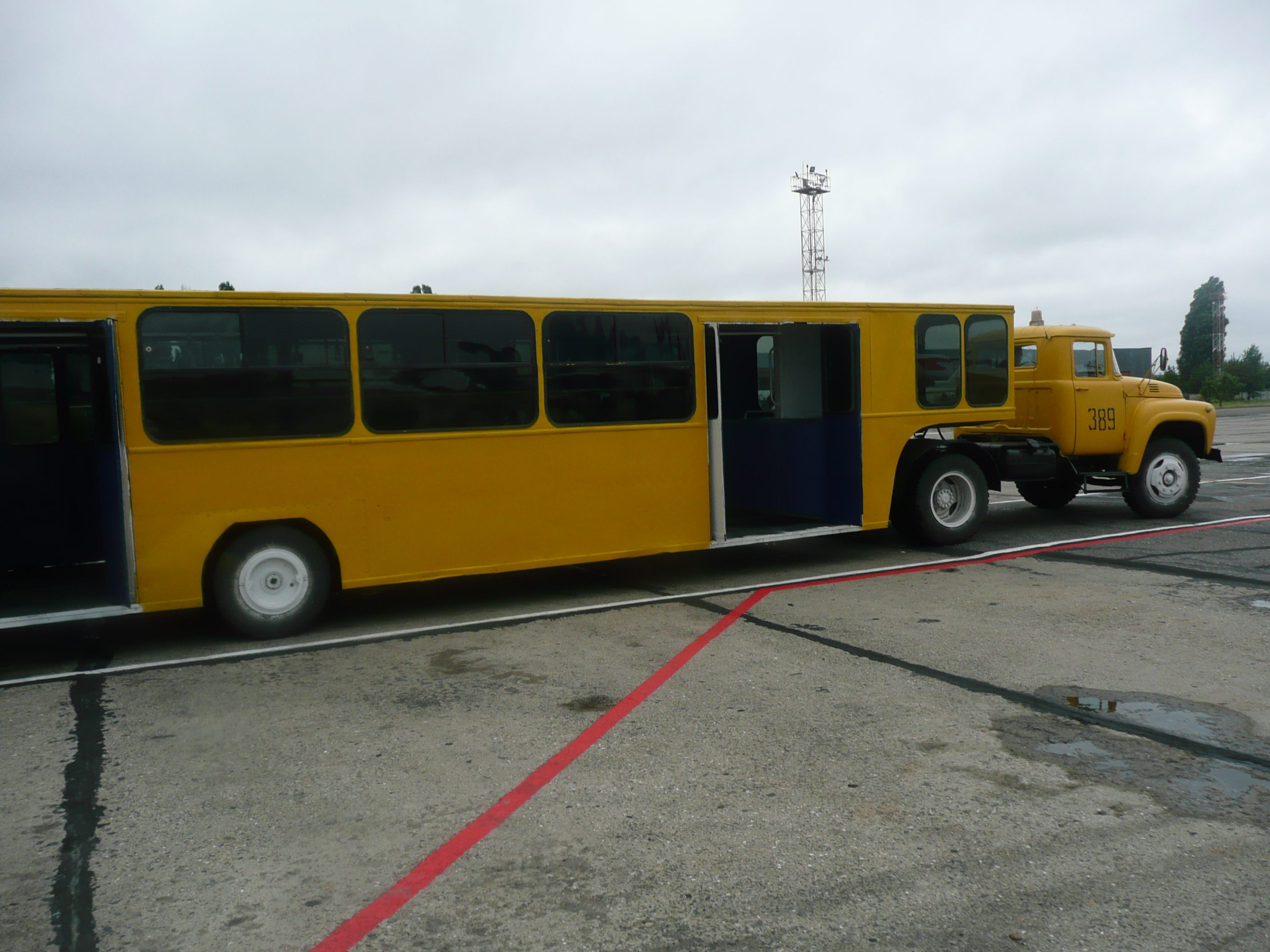
APPA-4 auf dem Flughafen Odessa (2009)

Die Entwicklung des APPA-4 begann 1971 im Experimentalwerk Nr. 85 der zivilen Luftfahrt, russisch Опытный завод №85 Гражданской авиации in Riga. APPA steht kurz für Автопоезд пассажирский перронный аэропортовый, Awtopojesd passaschirski perronny aeroportowy, deutsch etwa: Vorfeld-Passagier-Autozug. Die Serienfertigung begann 1973.
Die Sattelauflieger waren zunächst zur Verwendung mit einer Zugmaschine vom Typ KAZ-608 „Kolchida“ bestimmt, die aus dem Kutaisski Awtomobilny Sawod stammte. Von dieser Fahrzeugkombination existieren verschiedene historische Fotografien, auch im Einsatz. Ab 1978 wurde jedoch standardmäßig der weit gebräuchlichere ZIL-130W1 aus dem Sawod imeni Lichatschowa verwendet, von dem in der Sowjetunion große Stückzahlen gebaut wurden.
Der Sattelauflieger wurde speziell für die Bedürfnisse auf Flugplätzen und den Passagiertransport ausgerüstet. Er hat eine geringe Einstiegshöhe von lediglich 350 mm und war dafür ausgelegt, bis zu 130 Passagiere zu befördern. Wie bei Vorfeldbussen üblich, wurde dazu eine Kombination aus wenigen Sitzplätzen (je nach Baujahr 16 bis 20) und einer großen Anzahl Stehplätzen (110 bis 114) verwendet. Außerdem erhielt das Fahrzeug pro Seite zwei breite Türen, um ein zügiges Ein- und Aussteigen zu ermöglichen. Die einzelne Achse des Aufliegers ist zwillingsbereift. Um die Fahrt sanfter zu gestalten, wurden Stoßdämpfer aus dem Fahrwerk des MAZ-500 eingebaut. Die Außenhaut besteht aus 1,5 mm starkem Aluminiumblech, zusätzlich wurden eine Dämmung und eine Heizung eingebaut.
Über den Bauzeitraum hinweg gab es nur wenige konstruktive Änderungen. Eine davon war, dass man die großen Glasflächen an der Front und dem Heck des Fahrzeugs statt aus zwei, aus vier einzelnen Scheiben fertigte. Nach dem Zerfall der Sowjetunion benannte sich das Werk 1993 in LAS-1 um, unter diesem Namen fertigt der Hersteller noch heute Flugplatztechnik in Riga. Die Serienfertigung des APPA-4 endete 1999, das Werk entwickelte noch einen Nachfolger ASP (АСП), der ebenfalls als Sattelzugomnibus ausgeführt wurde, jedoch moderner gestaltet war. Auch dieses Fahrzeug nutzte Zugmaschinen von ZIL.

## Technische Daten
Die folgenden technischen Daten beziehen sich, soweit nicht anders angegeben, auf einen Sattelzug mit ZIL-130W1 als Zugfahrzeug. Die Daten für den Auflieger gelten für das Baujahr 1989, in anderen Quellen finden sich auch geringfügig abweichende Daten.
- Zugfahrzeug: Sattelzugmaschine ZIL-130W1
- Motor: V8-Viertakt-Ottomotor
- Motortyp: „ZIL-130“
- Hubraum: 6000 cm³
- Leistung: 150 PS (110 kW)
- Treibstoffart: Benzin mit mindestens 76 Oktan
- Tankinhalt: 170 l
- Getriebe: mechanisch, fünf Vorwärtsgänge, erster Gang unsynchronisiert
- Sattelauflieger: APPA-4
- Sitzplätze: 20
- Stehplätze: 110
- zulässige Höchstgeschwindigkeit: 25 km/h
- Bremsweg aus 25 km/h: 15 m
- Verbrauch: 60 l/100 km[1]

Abmessungen und Gewichte
- Länge: 13.800 mm (über alles)
- Breite: 2730 mm
- Höhe: 2570 mm
- Wendekreis: 16,4 ± 1 m
- Höhe Einstieg: 350 mm
- Raum für Stehplätze: 19,2 m²
- Passagiertüren: 4 Stück, zwei pro Seite, Falttüren mit je 1400 mm Breite
- Leergewicht Auflieger: 5200 kg
- Leergewicht Zugmaschine: 3860 kg